# Robert Kišerlovski
Robert Kišerlovski (Čačak, Sèrbia, 9 d'agost de 1986) és un ciclista croat, ja retirat, professional entre el 2005 i el 2018. Inicià la seva carrera com a ciclista professional a l'equip KRKA–Adria Mobil i es retirà a l'equip Team Katusha Alpecin. Fou el primer ciclista del seu país en acabar entre els deu primers en una gran volta, al Giro d'Itàlia de 2010, en què acabà desè. En el seu palmarès destaca el campionat nacional en ruta del 2010.
El seu germà Emanuel també s'ha dedicat al ciclisme professionalment.

## Palmarès
- 2003
  -  Campió de Croàcia de ciclo-cross junior
- 2007
  - 1r al Gran Premi Palio del Recioto
- 2010
  - 1r al Giro dels Apenins
- 2010
  -  Campió de Croàcia en ruta

### Resultats a la Volta a Espanya
- 2009. No surt (5a etapa)
- 2011. 18è de la classificació general
- 2013. 17è de la classificació general
- 2016. No surt (6a etapa)

### Resultats al Giro d'Itàlia
- 2010. 10è de la classificació general
- 2011. 43è de la classificació general
- 2013. 15è de la classificació general
- 2014. 10è de la classificació general
- 2017. 31è de la classificació general

### Resultats al Tour de França
- 2012. Abandona (14a etapa)
- 2016. 58è de la classificació general
- 2017. 31è de la classificació general
- 2018. Abandona (5a etapa)